# Влахопулос, Николаос
Николаос Влахопулос (греч. Νικόλαος Βλαχόπουλος, 1868—1957) — греческий офицер конца XIX — начала XX веков, генерал-лейтенант, начальник генерального штаба греческой армии в период 1923—1924 и 1927—1928 годов:512.

## Биография
Родился в городе Халкида в 1868 году. Поступил в Военное училище эвэлпидов, которое окончил 9 сентября 1888 года в звании младшего лейтенанта артиллерии. Продолжил учёбу в Германии и Бельгии. По возвращении в Грецию преподавал в военном училище. В Балканские войны 1912—1913 командовал батальоном полевой артиллерии. В звании майора, в Первую Балканскую войну воевал на фронте Эпира. Принял участие во всех сражениях последовавшей Второй Балканской войны против Болгарии.
Во время Первой мировой войны в звании полковника воевал на Македонском фронте в качестве начальника штаба 4-й пехотной дивизии. Будучи повышен в звание генерал-майора в 1919 году, он принял командование базировавшейся в Афинах 2-й пехотной дивизии. Во главе 2-й дивизии принял участие в Украинском походе греческой армии против большевиков, предпринятом по просьбе Антанты.
В 1919 году по мандату Антанты Греция заняла западное побережье Малой Азии. В дальнейшем Севрский мирный договор 1920 года закрепил контроль региона за Грецией, с перспективой решения его судьбы через 5 лет на референдуме:16. Завязавшиеся здесь бои с кемалистами приобрели характер войны, которую греческая армия была вынуждена вести уже в одиночку. Из союзников, Италия, с самого начала поддерживала кемалистов, Франция, решая свои задачи, стала также оказывать им поддержку. Греческая армия прочно удерживала свои позиции. Вторая дивизия Влахопулоса была переброшена в Малую Азию 30 июня 1919 года.
Генерал-майор Влахопулос сменил командира Первой дивизии, полковника Н. Зафириу на посту военного коменданта Смирны. Геополитическая ситуация изменилась коренным образом и стала роковой для греческого населения Малой Азии после парламентских выборов в Греции в ноябре 1920 года. Под лозунгом «мы вернём наших парней домой» и получив поддержку, значительного в тот период, мусульманского населения, на выборах победила монархистская «Народная партия». Возвращение в Грецию германофила Константина освободило союзников от обязательств по отношению к Греции. Уинстон Черчилль, в своей работе «Aftermath» (стр. 387—388) писал: «Возвращение Константина расторгло все союзные связи с Грецией и аннулировало все обязательства, кроме юридических. С Венизелосом мы приняли много обязательств. Но с Константином, никаких. Действительно, когда прошло первое удивление, чувство облегчения стало явным в руководящих кругах. Не было более надобности следовать антитурецкой политике»:30. Влахопулос был в числе офицеров, сторонников Венизелоса, удалённых из армии.
Правление монархистов завершилось поражением армии и резнёй и изгнанием коренного населения Ионии. Современный английский историк Дуглас Дакин винит в исходе войны правительство монархистов, но не греческую армию, и считает, что даже в создавшихся неблагоприятных условиях, «как и при Ватерлоо, исход мог повернуться как в эту, так и в другую сторону»:357. Последовало антимонархистское восстание армии сентября 1922 года. Влахопулос был отозван в армию. Был членом трибунала на Процессе шести, приговорившего к смерти основных виновников Малоазийской катастрофы.
В начале 1924 года (по другим источникам в конце 1923 года) был назначен начальником генерального штаба. В том же году был повышен в звание генерал-лейтенанта. Влахопулос вновь был назначен начальником генштаба в период 1927—1928, после чего ушёл в отставку.

## Дополнительная информация
Влахопулос был образованным офицером, свободно говорил на немецком, французском, итальянском и английском языках. Он также написал артиллерийский учебник для военного училища и перевёл на греческий книгу немецкого фельдмаршала фон дер Гольца, касательно греко-турецкой войны 1897 года.
Влахопулос был женат, имел двух детей.
Генерал-лейтенант Николаос Влахопулос умер в 1957 году